# Huia masonii
Espèce
Synonymes
- Rana masonii Boulenger, 1884
- Huia javana Yang, 1991

Statut de conservation UICN

 LC  : Préoccupation mineure
Huia masonii est une espèce d'amphibiens de la famille des Ranidae.

## Répartition
Cette espèce est endémique de Java en Indonésie. Elle se rencontre entre 50 et 1 200 m d'altitude dans l'ouest et le centre de l'île,.

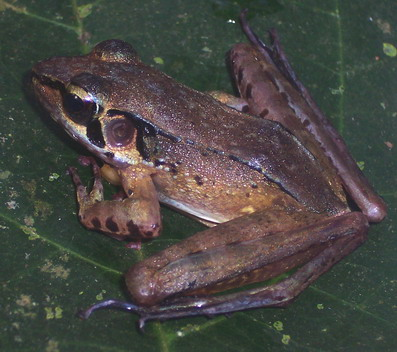

## Étymologie
Cette espèce est nommée en l'honneur de George E. Mason.

## Publication originale
- Boulenger, 1884 : Descriptions of new Species of Reptiles and Batrachians in the British Museum - Part II. Annals and Magazine of Natural History, sér. 5, vol. 13, p. 396-398 (texte intégral).